# Селкуца-Ноуе
Селкуца-Ноуе (рум. Sălcuţa Nouă) — село в Молдові в Каушенському районі. Входить до складу комуни, центром якої є село Кирнеценій-Ной. 
| Молдова | Це незавершена стаття з географії Молдови. Ви можете допомогти проєкту, виправивши або дописавши її. |

1. ↑  Belâi L. Sălcuța Nouă. R-nul Căușeni, com. Cârnățenii Noi // Localitățile Republicii Moldova: itinerar documentar-publicistic ilustrat. Volumul 12: Să-Sv — Chișinău: Draghiștea, 2014. — С. 44. — 686 с. — ISBN 978-9975-4459-9-3